# 성경 정경
성경의 정경(正經)은 유대교와 기독교에서 신앙의 규범이 되는 내용을 기술한 문헌으로, 고대 그리스어(헬라어) κανων 및 라틴어 canon을 번역한 어휘이다. κανων은 곧은 막대기, 자 등을 의미하나, 상징적으로 규범을 의미하기도 했다. 교부들은 이 용어로 기독교에서 경전으로 인정받는 책들을 지칭하였다. 요세푸스는 Contra Apionem 1.42, 43에서 '정경이란 하느님(하나님)의 영감을 통해서 특정한 기간에 저술된 한정된 수량의 현존 문헌'을 가리키는 것이라고 했다.

## 기독교의 정경이 정해진 이유와 그 과정
1세기 교회에서는 예수를 따르며 그의 복음과 행적을 목격한 사도들이 예수 그리스도의 올바른 발언 및 행적을 신도들에게 가르쳤기 때문에 정경의 구분(정경화, 正經化)이 필요하지 않았다. 하지만 사도들의 사망 후인 2세기부터 영지주의, 마르키온주의 등의 이단들이 본격적으로 출현하자, 이들에 맞서기 위해서 무엇이 기독교의 경전인지를 구분할 필요가 생겼다. 당시 영지주의자들은 자신들의 문서를 갖고 있었고, 교회 내에서도 수많은 문서들이 검증되지 않은 채 읽히고 있었기 때문이다. 
영지주의자인 마르키온은 기독교와 유대교간의 연관성을 부정하여 신약성서에서 마태오 복음서처럼 구약성서적인 배경을 가진 성서들을 배제하고 루카 복음서와 바울로의 서신들만을 정경으로 받아들였다. 이는 초기 기독교의 성경이던 구약성경을 부정하고 자신들의 취향에 맞는 일부 문헌만을 새로운 성경으로서 받아들인 것으로, 이에 기독교의 중심세력은 당시 유대교와의 노선 구분 및 내부 이단들을 극복하기 위해 정경을 결정해야할 필요성을 인식하였다.
그러나 정경 구분의 필요성이 2세기에 본격적으로 제기되었음에도 불구하고, 실제로 정경 구분이 완성된 것은 4세기 말엽이었다. 전통적으로 초기 기독교의 신자들은 디아스포라 유대인들을 위해 번역된 70인역을 성경으로 사용하였는데, 1세기 말 얌니야 회의 이후 유대교는 히브리어 성경(타나크)만 인정하고 70인역을 배척함으로써 기독교와 결별하게 되었다는 주장이 최근의 많은 비판에도 불구하고 아직 일반적으로 받아들여진다. 
어쨌든 기독교 내부에서도 유대교 측의 타나크 결정 이후 유대교 성경에 관심을 가지면서 70인역의 신뢰성에 대해서 의문을 가지는 세력이 늘어난 것으로 추측된다(그 시작점으로서 사르디스의 감독인 멜리토를 들 수 있을 것이다.). 70인역은 당시 유대교의 히브리어 원문 성경과 비교하면 잘못된 번역으로 여겨지는 부분이 많았고, 심지어 히브리어 원문 성경에는 존재하지 않는 문헌이 들어가 있기도 하였다. 그러나 기독교의 초창기에 구축된 복음서나 사도서신들에서는 성경의 인용에 70인역을 사용하였기에, 70인역을 버리는 것은 신앙을 포기한 것으로 여겼던 보수적 호교론자들과 유대교의 입장을 옹호하는 세력 간의 갈등이 존재했다고 주장되어 왔다. 
4세기 초엽 밀라노 칙령으로 기독교가 로마 제국의 종교로 공인되면서 교회가 안정되고 교세가 성장하면서 이후 경전 확정 작업은 급물살을 타게 되었다. 유세비우스, 키릴루스, 아타나시우스, 히에로니무스 등의 저명한 교부들이 이때 주목할만한 활약을 하였는데, 기준점이 명확했던 신약보다는 구약에 있어서 교회의 의견 차이가 더 컸다. 아타나시우스 이후 신약성경 27권은 서방교회 안에서 거의 확정되어 397년 카르타고 공의회에서 별 이의 없이 인정되었지만, 구약성경의 경우 아타나시우스는 유대교의 견해에 기울어 39권만 인정할 것을 주장했고, 불가타 성경의 번역자 히에로니무스도 이에 동조하였으나, 아우구스티누스로 대표되는 보수적 호교론자들은 이들이 소위 '외경'으로 구분한 문헌들의 경전성을 인정해야 한다고 주장하고 419년의 카르타고 공의회에서 재추인하여 서방교회 안에서 주장을 관철시켰다. 동방교회는 692년의 퀴니섹스트 공의회에서 신약에 관해 서방교회와 의견을 통일하고, 구약에 관한 주목할만한 의견 접근을 보였다.
16세기 이후 종교개혁자들은 로마 가톨릭 교회의 성경 목록의 이용 대신, 유대교에서 정경으로 인정된 구약성경 39권을 수용하고, 신약성서는 이미 카르타고 공의회에서 인준된 27권의 목록을 그대로 정경으로 인정하였다. 이는 그대로 개신교의 성경이 되었다.
한편, 1950년대에 출토된 사해 문서에서 제2경전의 일부가 히브리어 판본으로 발견되자 “히브리어로 기록된 것만 구약성서로 인정할 수 있다”는 프로테스탄트(개신교)의 입장은 입지가 약해지게 되었다.

## 구약 정경의 확립과 얌니아 회의
1871년 하인리히 그래츠는 (Heinrich Graetz) 미쉬나와 탈무드에 근거하여,  1세기 어간에 유대교의 경전을 결정한 얌니아 회의가 있었으리라 주장했다. 이런 가설이 20세기에는 학자들의 공감대를 형성하고 있었다. 그렇지만, 1960년대부터 잭 루이스 (Jack P. Lewis), 시드니 라이만 (Sidney Z. Leiman) 등과 같은 이들은 그래츠의 가설에 의문을 제기하였고, 보다 최근의 학자들은 미쉬나나 탈무드를 고찰한 결과 정경 목록에서 구약의 어떤 책이 퇴출되었다는 아무런 언급도 없다는 점을 지적했다.
그래서 학자들은 얌니아 회의에서는 구약의 정경 문제가 아니라 전연 다른 관심사 곧 자신들의 입지를 크게 축소시키는 기독교와 연관된 사항들을 의제로 다루었다고 주장하였다. 즉, 얌니아 회의에서는 1) 헬라권 유대교에서 널리 통용되었지만, 유대교가 정경으로 인정하지 아니한 외경이라 불리는 책을 첨가부록으로 담았던 헬라어 구약 성서(70인역)를 배격할 것; 2) 자기들의 매일의 기도문에 (아미다 '항상 드리는 기도'라는 의미의 기도문으로 18개 항목의 기도문이므로 '쉐모나 에쉬레' [18]라 불리기도 한다) 유대교 입장에서 "이단들"(하미님; 주로 나사렛 사람들로 불리던 기독교 신자)을 저주하는 문구를 삽입하는 일 등을 주 의제로 다루었다. 이때 "이단들"이 읽는 외경의 예시로서 벤 시라(집회서)가 언급되어, 당시에 이미 기독교에서 집회서를 경전으로 받아들이고 있음을 추론할 수 있다.
미쉬나 "야다임" 3.5에 의하면, 유대교 랍비들은 전도서와 아가서의 영감성에 대하여 의견이 분부했다고 기록한다. 즉, 다른 구약 책들의 지위에 대하여는 언급이 없으며, 전도서와 아가서도 그것들이 정경이냐의 여부가 아니라, 그 책들이 영감된 것인지 여부에 관한 논의였다는 것이 충분한 근거를 갖는다.

## 구약 정경의 확정 시기
성서학자들마다 의견의 차이를 보이는데, 구약 성서는 유대교에서 율법 (토라), 예언서 즉, 예언자(預言者)들이 신탁을 받아서 전한 야훼의 말씀을 기록한 문서(느비임), 문서들 (크투빔) 등으로 삼대분하였다. 이 중 토라(모세 오경)가 가장 먼저 주전 15세기 어간에 정경으로 확정되었다고 보이는데, 이는 시내산 언약 체결시에 언약서가 기록되고 (출 20-23장), 다음에 오경의 나머지가 기록되어 다음 세대인들에 의해 정경으로 통용되기 시작했던 것으로 보인다. 다음에 예언서는 추방 이후 귀환시기와 그 이후 기원전 400년 전에 전부 기록되었고, 그 책들이 정경으로 인정된 것은 확실하게 말하기 어려우나 헬라어 구약 성경이 번역되기 전에 그러니까 기원전 250년 전에는 정경으로 인정을 받았을 것이다. 마지막으로 구약의 나머지 제책들은 문서들, 혹은 성문서도 예언서와 비슷한 시기에 정경으로 인정받았으리라 전통적으로 주장되어 왔지만, 일부의 성경 학자들은 최종적 확정을 기원후 2세기 경으로 더 늦춰잡기도 한다.
이러한 추정은 다음과 같은 몇 가지 중요한 역사적 자료들에 근거한다. 우선, 기원전 190년 어간에 기록된 것으로 보이는 집회서가 (Ecclesiasticus 벤 시라) 그 서문에서 "율법 자체와 예언들과 또 다른 책들"을 언급한다. 다른 증거는 신약성서 자체에서 등장하는데, 예수는 그분이 구약성서에서 오실 것을 기대한 그리스도임을 논증하기 위해 "율법과 예언자의 글과 시편"이란 구약의 삼분법을 사용하였다 (루카스의 복음서 24:44). 마태오의 복음서 5:17, 루카스의 복음서 16:16 등에서는 구약을 이대분하여 "율법과 선지자"라 불렀다. 이 경우에는 제3 그룹인 성문서가 선지서에 포함되었음이 분명하다.
요세푸스는 Contra Apionem i.8에서 ( 95년경) 유대인들이 22권의 진정한 책들을 원래 상태로 소유하고 있다고 주장했다. 구약을 기독인들이 상하로 구분하는 구분이 없이 계수하여 전부 22권으로 고려했던 것이다. 상하 구분만 없애고 계수 할 뿐 아니라, 룻기는 사사기에, 애가서는 예레미야서에 첨가된 것으로 간주하여 각기 한 권으로 계수하였다. 요세푸스는 그 구약 책들은 1) 모세시대부터 알탁세륵세스 1세 (기원전 465-424년) 시대 어간에 영감된 사람들에 의해 기록되었고, 2) 그 자료의 거룩함은 다른 세속 문서와 구분되며, 3) 그 책들은 수자에서 한정되며, 4) 그 책들이 말씀은 신성불가침이다 라고 했다.
제2 에스드라서 14:18-48에 의하면 ( 100년경) 정경은 에스라에 의해 확정되었다고 한다. 예루살렘이 파괴당했을 때, 에스라가 40일간 다섯 명의 조수들에게 손실된 문헌들을 구술하여 받아 적게 했다 한다. 그 책들은 모두 24권의 정경 책들과 지혜자를 위한 70여 권의 다른 책들이다.
이상과 같은 증거들에 근거하여 기독교회는 역사적으로 구약 정경은 적어도 기원전 300년 즈음에 완성된 것으로 확신해왔다. 그러나 계몽운동의 여파로 시작된 비평적 경향으로 비평적 학자들은 구약 정경의 확립 시기를 기원전 100년에서  100년 어간으로 늦추어 잡는다. 유대교의 타나크는 앞에 언급된 두 문헌에서 경전 목록이 구체적으로 제시되지 않고 2세기 경 바빌론 탈무드의 '바바 바트라'에서야 그 세부 목록 내용이 처음 문헌적으로 증명되는데, 2세기 후반 멜리토 구약 목록이 에스더, 지혜서의 두 책에서 타나크 목록과 상이하다는 점에서 이 주장은 상당히 높은 학술적 설득력을 지닌다.
또한 비평 학자들은 모세 오경의 확립 시기를 아주 늦게 기원전 500-400년 언간으로 잡는데, 이는 소위 문서설이란 가설 (Documentary hypothesis) 때문이다. 문서설에 의하면, 오경은 모세의 저작이 아니라, J, E, D, P(야훼문서, 엘로힘 문서, 신명기 문서, 사제사장 문서)라는 네 개의 독립 문서들을 텍스트로 사용하였으며 이 독립 문서들은 각기 기원전 9, 8, 7, 5세기 저작들인데, 이 네 문헌들이 추방 이후에 하나로 편집되어 현재의 오경이 되었다 한다. 이런 문서설은 오늘날도 여전히 비평적 학자들이 인정하는 학설이지만, 전통적인 기독교의 입장과는 거리가 멀다.

## 다양한 기독교의 정경

### 구약성경
| 책               | 개신교     | 가톨릭                       | 그리스 정교회                | 슬라브 정교회                | 조지아 정교회 | 아르메니아 사도 교회 | 시리아 정교회 | 콥트 정교회 | 에티오피아 정교회 | 아시리아 동방교회 |
| ---------------- | ---------- | ---------------------------- | ---------------------------- | ---------------------------- | ------------- | -------------------- | ------------- | ----------- | ----------------- | ----------------- |
| 창세기           | 인정       | 인정                         | 인정                         | 인정                         | 인정          | 인정                 | 인정          | 인정        | 인정              | 인정              |
| 출애굽기         | 인정       | 인정                         | 인정                         | 인정                         | 인정          | 인정                 | 인정          | 인정        | 인정              | 인정              |
| 레위기           | 인정       | 인정                         | 인정                         | 인정                         | 인정          | 인정                 | 인정          | 인정        | 인정              | 인정              |
| 민수기           | 인정       | 인정                         | 인정                         | 인정                         | 인정          | 인정                 | 인정          | 인정        | 인정              | 인정              |
| 신명기           | 인정       | 인정                         | 인정                         | 인정                         | 인정          | 인정                 | 인정          | 인정        | 인정              | 인정              |
| 여호수아         | 인정       | 인정                         | 인정                         | 인정                         | 인정          | 인정                 | 인정          | 인정        | 인정              | 인정              |
| 판관기(사사기)   | 인정       | 인정                         | 인정                         | 인정                         | 인정          | 인정                 | 인정          | 인정        | 인정              | 인정              |
| 룻기             | 인정       | 인정                         | 인정                         | 인정                         | 인정          | 인정                 | 인정          | 인정        | 인정              | 인정              |
| 사무엘기         | 인정       | 인정                         | 인정                         | 인정                         | 인정          | 인정                 | 인정          | 인정        | 인정              | 인정              |
| 열왕기           | 인정       | 인정                         | 인정                         | 인정                         | 인정          | 인정                 | 인정          | 인정        | 인정              | 인정              |
| 역대기           | 인정       | 인정                         | 인정                         | 인정                         | 인정          | 인정                 | 인정          | 인정        | 인정              | 인정              |
| 므나쎄의 기도    | 인정 안 함 | 인정 안 함 (부록으로만 인정) | 인정                         | 인정                         | 인정          | 인정                 | 인정          | 인정        | 인정              | 인정              |
| 에즈라기         | 인정       | 인정                         | 인정                         | 인정                         | 인정          | 인정                 | 인정          | 인정        | 인정              | 인정              |
| 느헤미야기       | 인정       | 인정                         | 인정                         | 인정                         | 인정          | 인정                 | 인정          | 인정        | 인정              | 인정              |
| 에스드라 1서)    | 인정 안 함 | 인정 안 함                   | 인정                         | 인정                         | 인정          | 인정                 | 인정          | 인정 안 함  | 인정              | 인정 안 함        |
| 에스드라 2서)    | 인정 안 함 | 인정 안 함                   | 인정 안 함                   | 인정 안 함                   | 인정          | 인정                 | 인정          | 인정 안 함  | 인정              | 인정 안 함        |
| 에스델기         | 인정       | 인정                         | 인정                         | 인정                         | 인정          | 인정                 | 인정          | 인정        | 인정              | 인정              |
| 에스텔 속편      | 인정 안 함 | 인정                         | 인정                         | 인정                         | 인정          | 인정                 | 인정          | 인정        | 인정              | 인정              |
| 토빗기           | 인정 안 함 | 인정                         | 인정                         | 인정                         | 인정          | 인정                 | 인정          | 인정        | 인정              | 인정              |
| 유딧기           | 인정 안 함 | 인정                         | 인정                         | 인정                         | 인정          | 인정                 | 인정          | 인정        | 인정              | 인정              |
| 욥기             | 인정       | 인정                         | 인정                         | 인정                         | 인정          | 인정                 | 인정          | 인정        | 인정              | 인정              |
| 시편 1–150장     | 인정       | 인정                         | 인정                         | 인정                         | 인정          | 인정                 | 인정          | 인정        | 인정              | 인정              |
| 시편 151장       | 인정 안 함 | 인정 안 함 (부록으로만 인정) | 인정                         | 인정                         | 인정          | 인정                 | 인정          | 인정        | 인정              | 인정              |
| 시편 152-155장   | 인정 안 함 | 인정 안 함                   | 인정 안 함                   | 인정 안 함                   | 인정 안 함    | 인정 안 함           | 인정 안 함    | 인정 안 함  | 인정 안 함        | 인정 안 함        |
| 애가             | 인정       | 인정                         | 인정                         | 인정                         | 인정          | 인정                 | 인정          | 인정        | 인정              | 인정              |
| 잠언             | 인정       | 인정                         | 인정                         | 인정                         | 인정          | 인정                 | 인정          | 인정        | 인정              | 인정              |
| 전도서           | 인정       | 인정                         | 인정                         | 인정                         | 인정          | 인정                 | 인정          | 인정        | 인정              | 인정              |
| 아가             | 인정       | 인정                         | 인정                         | 인정                         | 인정          | 인정                 | 인정          | 인정        | 인정              | 인정              |
| 지혜서           | 인정 안 함 | 인정                         | 인정                         | 인정                         | 인정          | 인정                 | 인정          | 인정        | 인정              | 인정              |
| 집회서           | 인정 안 함 | 인정                         | 인정                         | 인정                         | 인정          | 인정                 | 인정          | 인정        | 인정              | 인정              |
| 이사야서         | 인정       | 인정                         | 인정                         | 인정                         | 인정          | 인정                 | 인정          | 인정        | 인정              | 인정              |
| 예레미야         | 인정       | 인정                         | 인정                         | 인정                         | 인정          | 인정                 | 인정          | 인정        | 인정              | 인정              |
| 바룩서           | 인정 안 함 | 인정                         | 인정                         | 인정                         | 인정          | 인정                 | 인정          | 인정        | 인정              | 인정              |
| 예레미야의 편지  | 인정 안 함 | 인정                         | 인정                         | 인정                         | 인정          | 인정                 | 인정          | 인정        | 인정              | 인정              |
| 바룩 제2서       | 인정 안 함 | 인정 안 함                   | 인정 안 함                   | 인정 안 함                   | 인정 안 함    | 인정 안 함           | 인정 안 함    | 인정 안 함  | 인정 안 함        | 인정 안 함        |
| 바룩의 편지      | 인정 안 함 | 인정 안 함                   | 인정 안 함                   | 인정 안 함                   | 인정 안 함    | 인정 안 함           | 인정 안 함    | 인정 안 함  | 인정 안 함        | 인정 안 함        |
| 바룩 제3서       | 인정 안 함 | 인정 안 함                   | 인정 안 함                   | 인정 안 함                   | 인정 안 함    | 인정 안 함           | 인정 안 함    | 인정 안 함  | 인정 안 함        | 인정 안 함        |
| 바룩 제4서       | 인정 안 함 | 인정 안 함                   | 인정 안 함                   | 인정 안 함                   | 인정 안 함    | 인정 안 함           | 인정 안 함    | 인정 안 함  | 인정              | 인정 안 함        |
| 에스겔           | 인정       | 인정                         | 인정                         | 인정                         | 인정          | 인정                 | 인정          | 인정        | 인정              | 인정              |
| 다니엘           | 인정       | 인정                         | 인정                         | 인정                         | 인정          | 인정                 | 인정          | 인정        | 인정              | 인정              |
| 다니엘 속편      | 인정 안 함 | 인정                         | 인정                         | 인정                         | 인정          | 인정                 | 인정          | 인정        | 인정              | 인정              |
| 소예언서         | 인정       | 인정                         | 인정                         | 인정                         | 인정          | 인정                 | 인정          | 인정        | 인정              | 인정              |
| 마카베오기 상권  | 인정 안 함 | 인정                         | 인정                         | 인정                         | 인정          | 인정                 | 인정          | 인정        | 인정 안 함        | 인정              |
| 마카베오기 하권  | 인정 안 함 | 인정                         | 인정                         | 인정                         | 인정          | 인정                 | 인정          | 인정        | 인정 안 함        | 인정              |
| 마카베오기 제3서 | 인정 안 함 | 인정 안 함 (부록으로만 인정) | 인정                         | 인정                         | 인정          | 인정                 | 인정 안 함    | 인정 안 함  | 인정 안 함        | 인정 안 함        |
| 마카베오기 제4서 | 인정 안 함 | 인정 안 함 (부록으로만 인정) | 인정 안 함 (부록으로만 인정) | 인정 안 함 (부록으로만 인정) | 인정          | 인정 안 함           | 인정 안 함    | 인정 안 함  | 인정 안 함        | 인정 안 함        |
| 에녹서           | 인정 안 함 | 인정 안 함                   | 인정 안 함                   | 인정 안 함                   | 인정 안 함    | 인정 안 함           | 인정 안 함    | 인정 안 함  | 인정              | 인정 안 함        |
| 희년서           | 인정 안 함 | 인정 안 함                   | 인정 안 함                   | 인정 안 함                   | 인정 안 함    | 인정 안 함           | 인정 안 함    | 인정 안 함  | 인정              | 인정 안 함        |
| 메카비안 제1-3서 | 인정 안 함 | 인정 안 함                   | 인정 안 함                   | 인정 안 함                   | 인정 안 함    | 인정 안 함           | 인정 안 함    | 인정 안 함  | 인정              | 인정 안 함        |

### 신약성경
| 책              | 개신교 전통 | 로마 가톨릭 전통 | 동방 정교회 전통 | 오리엔트 정교회 전통 | 네스토리우스 전통 |
| --------------- | ----------- | ---------------- | ---------------- | -------------------- | ----------------- |
| 정경 복음서     |             |                  |                  |                      |                   |
| 마태 복음서     | 인정        | 인정             | 인정             | 인정                 | 인정              |
| 마가 복음서     | 인정        | 인정             | 인정             | 인정                 | 인정              |
| 누가 복음서     | 인정        | 인정             | 인정             | 인정                 | 인정              |
| 요한 복음서     | 인정        | 인정             | 인정             | 인정                 | 인정              |
| 사도의 역사     |             |                  |                  |                      |                   |
| 사도행전        | 인정        | 인정             | 인정             | 인정                 | 인정              |
| 바울로 서신     |             |                  |                  |                      |                   |
| 로마서          | 인정        | 인정             | 인정             | 인정                 | 인정              |
| 고린도 전서     | 인정        | 인정             | 인정             | 인정                 | 인정              |
| 고린도 후서     | 인정        | 인정             | 인정             | 인정                 | 인정              |
| 갈라디아서      | 인정        | 인정             | 인정             | 인정                 | 인정              |
| 에베소서        | 인정        | 인정             | 인정             | 인정                 | 인정              |
| 빌립보서        | 인정        | 인정             | 인정             | 인정                 | 인정              |
| 골로새서        | 인정        | 인정             | 인정             | 인정                 | 인정              |
| 데살로니가 전서 | 인정        | 인정             | 인정             | 인정                 | 인정              |
| 데살로니가 후서 | 인정        | 인정             | 인정             | 인정                 | 인정              |
| 디모데 전서     | 인정        | 인정             | 인정             | 인정                 | 인정              |
| 디모데 후서     | 인정        | 인정             | 인정             | 인정                 | 인정              |
| 디도서          | 인정        | 인정             | 인정             | 인정                 | 인정              |
| 빌레몬서        | 인정        | 인정             | 인정             | 인정                 | 인정              |
| 공동 서간       |             |                  |                  |                      |                   |
| 히브리서        | 인정        | 인정             | 인정             | 인정                 | 인정              |
| 야고보서        | 인정        | 인정             | 인정             | 인정                 | 인정              |
| 베드로 전서     | 인정        | 인정             | 인정             | 인정                 | 인정              |
| 베드로 후서     | 인정        | 인정             | 인정             | 인정                 | 인정              |
| 요한 1서        | 인정        | 인정             | 인정             | 인정                 | 인정              |
| 요한 2서        | 인정        | 인정             | 인정             | 인정                 | 인정              |
| 요한 3서        | 인정        | 인정             | 인정             | 인정                 | 인정              |
| 유다서          | 인정        | 인정             | 인정             | 인정                 | 인정              |
| 계시록          |             |                  |                  |                      |                   |
| 요한 계시록     | 인정        | 인정             | 인정             | 인정                 | 인정              |

- 유대교 : 타나크(히브리어 성경) 24권만을 정경으로 인정.
- 로마 가톨릭 교회, 정교회 : 구약성경 46권(제1경전 39권에 제2경전 7권을 포함), 신약성경 27권을 포함한 총 73권을 정경으로 인정.
- 개신교 : 히브리어 성경에 준하는 구약성경 39권 및 신약성경 27권을 포함한 총 66권을 정경으로 인정. 단, 성공회는 제2경전(외경)을 준정경으로 여긴다.

## 같이 보기
- 캐논 (창작물)
- B. S. 차일즈